# Vereinigung Cockpit
Vereinigung Cockpit e.V. (skrót VC; pol. Zrzeszenie Cockpit) – niemiecki związek zawodowy zrzeszający pilotów samolotów pasażerskich i inżynierów lotu.
Organizacja reprezentuje interesy zawodowe swoich członków i jest uznaną przez wiele przedsiębiorstw - przewoźników niemieckich stroną układów zbiorowych zawieranych dla pilotów.
W swoich grupach roboczych związek zajmuje się także problemami przewozu powietrznego, np. bezpieczeństwem lotów. Ocenia również corocznie niemieckie lotniska pod kątem ich bezpieczeństwa i układa listę ich braków.
VC należy do IFALPA, międzynarodowej federacji organizacji pilotów, a także do europejskiego zrzeszenia ECA.